# Armand van Wambeke
Armand van Wambeke, né le 16 mai 1926, à Gand, en Belgique, est un ancien joueur belge de basket-ball.